# Юрченко, Николай Тимофеевич
Николай Тимофеевич Юрченко (укр. Микола Тимофійович Юрченко; 19 декабря 1924 год, село Гирявые Исковцы — 18 мая 2010 год, село Гирявые Исковцы, Лохвицкий район, Полтавская область, Украина) — председатель колхоза «Победа коммунизма» Лохвицкого района Полтавской области. Герой Социалистического Труда (1965). Депутат Верховного Совета УССР 9 — 11 созывов.

## Биография
Родился 19 декабря 1924 года в крестьянской семье в селе Гирявые Исковцы. После окончания в 1938 году семилетней школы начал трудиться в колхозе «Победа коммунизма» Лохвицкого района. С сентября 1941 по сентябрь 1943 год — рабочий в общественном дворе села Гирявые Искивцы. С сентября 1943 по 1944 год служил в Красной Армии. Участвовал в сражениях Великой Отечественной войны в составе 213-го стрелкового полка 56-й Пушкинской стрелковой дивизии Ленинградского фронта. После тяжёлого ранения демобилизован в 1944 году.
С декабря 1944 года учился на однолетних курсах агротехников в Гадяче Полтавской области.
С 1945 по 1948 год — агроном, и с декабря 1948 по августе 1952 — бригадир полеводческой бригады колхоза «Победа коммунизма» села Гирявые Исковцы Лохвицкого района.
В 1950 году вступил в КПСС.
С 1952 по 1991 год — председатель колхоза «Победа коммунизма» села Гирявые Исковцы Лохвицкого района Полтавской области.
В 1962 году получил среднее образование, закончив Червонозаводскую вечернюю среднюю школу Полтавской области.
В 1965 году колхоз собрал в среднем по 342 центнера сахарной свеклы с каждого гектара на участке площадью 300 гектаров. В этом же году был удостоен звания Героя Социалистического Труда «за успехи, достигнутые в повышении урожайности, увеличению производства и заготовок сахарной свеклы».
Избирался депутатом Верховного Совета УССР 9 — 11 созывов, делегатом XXIII съезда КПСС и XXIV съезда КПУ.
В октябре 1991 года вышел на пенсию.
С 2001 по 2004 год — председатель ЗАО «Чиста криниця» (Чистый колодец), председатель Координационного совета ООО «Победа» села Гирявые Исковцы Лохвицкого района Полтавской области.
Скончался 18 мая 2010 года в родном селе.

## Награды
- Герой Социалистического Труда — указом Президиума Верховного Совета СССР от 31 декабря 1965 года
- Орден Ленина — дважды
- Орден Октябрьской Революции (1958, 1973)
- Орден Трудового Красного Знамени — дважды
- Орден Отечественной войны 1 степени (1985)